# بمب‌گذاری‌های دسامبر ۲۰۱۶ بغداد
بمب‌گذاری‌های دسامبر ۲۰۱۶ بغداد (انگلیسی: December 2016 Baghdad bombings) در اثر انفجار دو بمب در یک بازار شلوغ در بغداد، پایتخت عراق، دست کم ۲۸ نفر کشته و بیش از ۵۰ نفر زخمی شدند.
بازار السینک در مرکز بغداد واقع شده‌است و مرکز عرضه مواد خوراکی و پوشاک تا لوازم خودرو به مردم است.